# أولمبياد الشطرنج غير الرسمي الأول
أولمبياد الشطرنج غير الرسمي الأول أو أولمبياد الشطرنج 1924 هو أول أولمبياد شطرنج عقد في العاصمة الفرنسية باريس، من 12 إلى 20 يوليو 1924 بالتزامن مع الألعاب الأولمبية الصيفية لعام 1924 التي كانت تقام في نفس المدينة، وشارك فيه 54 لاعباً من 18 دولة مختلفة، قسموا إلى تسع مجموعات من ستة لاعبين، تأهل بطل كل مجموعة إلى الجولة التالية، كما لعب الخاسرون بطولة خاصة بهم تكونت من ثماني جولات، ولعبت وفق النظام السويسري، تأهل بطلها إلى الجولة النهائية، كما أقيمت بطولة العالم للهواة كجزء من الأولمبياد.

## النتائج
انتهت البطولة بالنتائج التالية:

### بطولة العالم للهواة
| # | الللاعب                                       | النقاط | تصنيف بوش |
| - | --------------------------------------------- | ------ | --------- |
| 1 | هيرمانوس ماتيسنس (لاتفيا)                     | 5.5    |           |
| 2 | فريتشيس أبسينيكس [الإنجليزية] (لاتفيا)        | 5.0    |           |
| 3 | إدجارد كولي [الإنجليزية] (بلجيكا)             | 4.5    |           |
| 4 | أرباد فاجدا [الإنجليزية] (المجر)              | 4      | 16.75     |
| 5 | ماكس إيوي (هولندا)                            | 4      | 15.75     |
| 6 | أناتول تشيبورنوف [الإنجليزية] (فنلندا)        | 4      | 14.75     |
| 7 | لويس أرجنتينو بالاو [الإنجليزية] (الأرجنتين)  | 3.5    |           |
| 8 | مانويل جولمايو تورينتي [الإنجليزية] (إسبانيا) | 3      |           |
| 9 | كورنيل هفاسي [الإنجليزية] (المجر)             | 2.5    |           |

### دوري الخاسرين
| #     | اللاعب                                 | أجمالي النقاط | النقاط المخصومة | المجموع النهائي |
| ----- | -------------------------------------- | ------------- | --------------- | --------------- |
| 1     | كاريل هرومادكا [الإنجليزية] (التشيك)   | 9.5           | 3               | 6.5             |
| 2     | جان شولز [الإنجليزية] (التشيك)         | 9             | 4               | 5               |
| 3     | اروين فولمي [الإنجليزية] (سويسرا)      | 8.5           | 3.5             | 5               |
| 4     | كارليس بيتيس [الإنجليزية] (لاتفيا)     | 8             | 2               | 6               |
|       | جورج رينو (فرنسا)                      | 8             | 3               | 5               |
|       | روبرتو غراو (الأرجنتين)                | 8             | 3.5             | 4.5             |
|       | جورج كولتانوفسكي [الإنجليزية] (بلجيكا) | 8             | 3.5             | 4.5             |
| 8     | جيوفاني سيني [الإنجليزية] (ايطاليا)    | 7.5           | 1.5             | 6               |
|       | إندر شتاينر (المجر)                    | 7.5           | 2               | 5.5             |
|       | أوتو زيمارمان (سويسرا)                 | 7.5           | 2.5             | 5               |
|       | داود دانيوسفسكي [الإنجليزية]♤ (بولندا) | 7.5           | 2.5             | 5               |
|       | كارولي ستيرك [الإنجليزية] (المجر)      | 7.5           | 3               | 4.5             |
|       | داميان ريكا [الإنجليزية] (الأرجنتين)   | 7.5           | 3.5             | 4               |
| 14–45 | إلخ                                    |               |                 |                 |

### الجولة النهائية
| # | اللاعب                                        | طريقة التأهل              |
| - | --------------------------------------------- | ------------------------- |
| 1 | هيرمانوس ماتيسنس (لاتفيا)                     | متأهل من الجولة التمهيدية |
| 2 | فريتشيس أبسينيكس [الإنجليزية] (لاتفيا)        | متأهل من الجولة التمهيدية |
|   | إدجارد كولي [الإنجليزية] (بلجيكا)             | متأهل من الجولة التمهيدية |
| 3 | أرباد فاجدا [الإنجليزية] (المجر)              | متأهل من الجولة التمهيدية |
|   | ماكس إيوي (هولندا)                            | متأهل من الجولة التمهيدية |
|   | أناتول تشيبورنوف [الإنجليزية] (فنلندا)        | متأهل من الجولة التمهيدية |
|   | لويس أرجنتينو بالاو [الإنجليزية] (الأرجنتين)  | متأهل من الجولة التمهيدية |
|   | مانويل جولمايو تورينتي [الإنجليزية] (إسبانيا) | متأهل من الجولة التمهيدية |
|   | كورنيل هفاسي [الإنجليزية] (المجر)             | متأهل من الجولة التمهيدية |
|   | كاريل هرومادكا [الإنجليزية] (التشيك)          | الفائز في دوري الخاسرين   |

### ترتيب الدول
| #  | الدولة          | مجموع النقاط | اللاعبون |
| -- | --------------- | ------------ | --- |
| 1  | تشيكوسلوفاكيا   | 31           | - كاريل هرومادكا [الإنجليزية] ½9 - جان شولز [الإنجليزية] 9 - كاريل فانوك [الإنجليزية] ½6 - كاريل سكاليتشكا [الإنجليزية] 6 |
| 2  | المجر           | 30           | - أرباد فاجدا [الإنجليزية] 8 - كارولي ستيرك [الإنجليزية] ½7 - إندر شتاينر ½7 - كورنيل هفاسي [الإنجليزية] 7                |
| 3  | سويسرا          | 29           | - اروين فولمي [الإنجليزية] ½8 - أوتو زيمارمان ½7 - هانز جونر [الإنجليزية] ½6 - أوسكار نيجيلي [الإنجليزية] ½6.             |
| 4  | لاتفيا          | 27.5         | - فريتشيس أبسينيكس [الإنجليزية] 10 - هيرمانوس ماتيسنس ½9 - كارليس بيتيس [الإنجليزية] 8.                                   |
| 5  | الأرجنتين       | 27.5         | - روبرتو غراو 8 - داميان ريكا [الإنجليزية] ½7 - لويس أرجنتينو بالاو [الإنجليزية]7 - فرنانديز كوريا [الإنجليزية] 5         |
| 6  | إيطاليا         | 26.5         | - جيوفاني سيني [الإنجليزية]½7 - ستيفانو روسيلي [الإنجليزية]7 - ماكس روميه [الإنجليزية]½6 - لويجي ميلياني [الإنجليزية] ½5  |
| 7  | فرنسا           | 25.5         | - جورج رينو 8 - فريدريك لازارد [الإنجليزية]½6 - مارسيل دوشامب 6 - ايمي جيبود [الإنجليزية] 5                               |
| 8  | بولندا          | 25.5         | - داود دانيوسفسكي [الإنجليزية] 7½ - كارول بيلتز [الإنجليزية] 6 - ستنيسو كون 6 - جان كليكزينسكي جونيور [الإنجليزية]6       |
| 9  | بلجيكا          | 24           | - إدجارد كولي [الإنجليزية]½8 - جورج كولتانوفسكي [الإنجليزية]8 - ادمون لانسل [الإنجليزية]5 - جونيت ½2                      |
| 10 | إسبانيا         | 19           | - مانويل جولمايو تورينتي [الإنجليزية] 7 - فالنتي مارين [الإنجليزية] 6 - رامون ري ارديد [الإنجليزية] 6                     |
| 11 | هولندا          | 18.5         | - ماكس إيوي 8 - جيرارد أوسكام [الإنجليزية] 6 - ألكسندر روب 4½                                                             |
| 12 | رومانيا         | 18           | - دافيدسكو 7 - ايون جودجو [الإنجليزية] 6 - ليون لووينتون [الإنجليزية] 5                                                   |
| 13 | فنلندا          | 15           | - أناتول تشيبورنوف [الإنجليزية]9 - إريك مالمبرغ [الإنجليزية]6                                                             |
| 14 | بريطانيا العظمى | 12.5         | - هاريس كيركلاند هانداسيدي [الإنجليزية] 6 - تشارلز وريفورد براون [الإنجليزية] ½3 - إديث هولواي [الإنجليزية]3              |
| 15 | جمهورية أيرلندا | 5.5          | - جون أوهانلون [الإنجليزية] 5½                                                                                            |
| 16 | كندا            | 5            | - ستيفن سميث 5 |
| 17 | روسيا           | 4.5          | - بيتر بوتيمكين [الإنجليزية] - فيكتور خان 1½                                                                              |
| 18 | يوغسلافيا       | 2.5          | - روزيتش ½2 |